# Chouzy-sur-Cisse
Chouzy-sur-Cisse is een plaats en voormalige gemeente in het Franse departement Loir-et-Cher in de regio Centre-Val de Loire en telt 1806 inwoners (2004). De plaats maakt deel uit van het arrondissement Blois.

## Geschiedenis
Chouzy-sur-Cisse maakte deel uit van het kanton Herbault totdat dit op 22 maart 2015 werd opgeheven en de gemeenten werden opgenomen in het op die dag gevormde kanton Onzain. Op 1 januari 2017 fuseerde de gemeente met Coulanges en Seillac tot de commune nouvelle Valloire-sur-Cisse, waarvan Chouzy-sur-Cisse de hoofdplaats werd.

## Geografie
De oppervlakte van Chouzy-sur-Cisse bedraagt 22,5 km², de bevolkingsdichtheid is 80,3 inwoners per km².
De onderstaande kaart toont de ligging van Chouzy-sur-Cisse met de belangrijkste infrastructuur en aangrenzende gemeenten.

## Demografie
Onderstaande figuur toont het verloop van het inwonertal (bron: INSEE-tellingen).